# Harpecia spinosissima
Harpecia spinosissima är en mossdjursart som först beskrevs av Calvet 1904.  Harpecia spinosissima ingår i släktet Harpecia och familjen Electridae. Inga underarter finns listade i Catalogue of Life.